# Myrmarachne tayabasana
Myrmarachne tayabasana este o specie de păianjeni din genul Myrmarachne, familia Salticidae, descrisă de Chamberlin în anul 1925. Conform Catalogue of Life specia Myrmarachne tayabasana nu are subspecii cunoscute.